# Michele Placido
Michele Placido (Ascoli Satriano, 19 de mayo de 1946) es un actor y director de cine italiano conocido por haber dado vida al comisario Corrado Cattani en la serie La Piovra durante la década de 1990.

## Filmografía
- Manuale d'amore 3 (2011)
- Oggi sposi (2009)
- Il grande sogno (2009)
- Baarìa - La porta del vento (2009)
- Il sangue dei vinti (2008)
- Aldo Moro - Il presidente (2008)
- La luna nel deserto (2008)
- The Sorrow of Mrs. Schneider (2008)
- L'ultimo padrino (2008) (televisión)
- 2061: Un anno eccezionale (2007)
- Piano, solo (2007)
- SoloMetro (2007)
- Commediasexi (2006)
- Karol: El Papa, el hombre (2006)
- Le rose del deserto (2006)
- La sconosciuta (2006)
- Estrenando sueños (2005)
- Liolà (2005)
- Il Grande Torino (2004)
- L'odore del sangue (2004)
- L'amore ritorna (2004)
- Soraya (2003)
- Un Papà quasi perfetto (2003)
- Il posto dell'anima (2003)
- Searching for Paradise (2002)
- Il Sequestro Soffiantini (2002)
- Tra due mondi (2001)
- Padre Pio - Tra cielo e terra (2000) (televisión)
- Liberate i pesci! (2000)
- Terra bruciata (1999)
- Un uomo perbene (1999)
- La Balia (1999)
- Panni sporchi (1999)
- Del perduto amore (1998)
- La Missione (1998)
- Le plaisir (et ses petits tracas) (1998)
- Racket (1997)
- La lupa (1996)
- Un eroe borghese (1995)
- Padre e figlio (1994)
- Poliziotti (1994)
- Lamerica (1994)
- Quattro bravi ragazzi (1993)
- Le amiche del cuore (1992)
- Uomo di rispetto (1992)
- Drug Wars: The Cocaine Cartel (1992)
- Scoop (1991)
- Afganskiy izlom (1990)
- La Piovra 4 (1989)
- Mery per sempre (1989)
- Via Paradiso (1988)
- Big Business (1988)
- Come sono buoni i bianchi (1988)
- La Piovra 3 (1987)
- Ti presento un'amica (1987)
- Grandi magazzini (1986)
- Notte d'estate con profilo greco, occhi a mandorla e odore di basilico (1986)
- La Piovra 2 (1985)
- Pizza Connection (1985)
- Les amants terribles (1984)
- La Piovra (1984)
- Ars amandi (1983)
- Sciopèn (1982)
- Cargo (1981)
- Tre fratelli (1981)
- Les ailes de la colombe (1981)
- Lulu, de Walerian Borowczyk (1980)
- Salto nel vuoto (A Leap in the Dark) (1980)
- Letti selvaggi (1979)
- Il prato (1979)
- Sabato, domenica e venerdì (1979)
- Ernesto (1979)
- Un uomo in ginocchio (1978)
- Io sono mia (1978)
- Corleone (1977)
- Fontamara (1977)
- Kleinhoff Hotel (1977)
- Oedipus Orca (1977)
- La ragazza dal pigiama giallo (1977)
- Casotto (1977)
- L'Agnese va a morire (1976)
- La Orca (1976)
- Divina creatura (1976)
- Marcia trionfale (1976)
- Peccati in famiglia (1975)
- Moses the Lawgiver (1975)
- Orlando furioso (1975)
- Mio Dio come sono caduta in basso! (1974)
- Processo per direttissima (1974)
- Romanzo popolare (1974)
- Il Picciotto (1973)
- La Mano nera - prima della mafia, più della mafia (1973)
- Mia moglie, un corpo per l'amore (1973)
- Teresa la ladra (1972)
- Il Caso Pisciotta (1972)

### Director
- Vallanzasca - Gli angeli del male (2010)
- Il grande sogno (2009)
- L'Aquila 2009 - Cinque registi tra le macerie (2009)
- Romanzo criminale (2005)
- Ovunque sei (2004)
- Un viaggio chiamato amore (2002)
- Un altro mondo è possibile (2001)
- Del perduto amore (1998)
- Un eroe borghese (1995)
- Le amiche del cuore (1992)
- Pummarò (1990)

## Premios y distinciones
Festival Internacional de Cine de Venecia
| Año  | Categoría    | Película         | Resultado |
| ---- | ------------ | ---------------- | --------- |
| 1998 | Premio FEDIC | Del amor perdido | Ganador   |

Festival Internacional de Cine de Berlín
| Año  | Categoría                                        | Película | Resultado |
| ---- | ------------------------------------------------ | -------- | --------- |
| 1979 | Oso de Plata a la mejor interpretación masculina | Ernesto  | Ganador   |